# Europa Passage

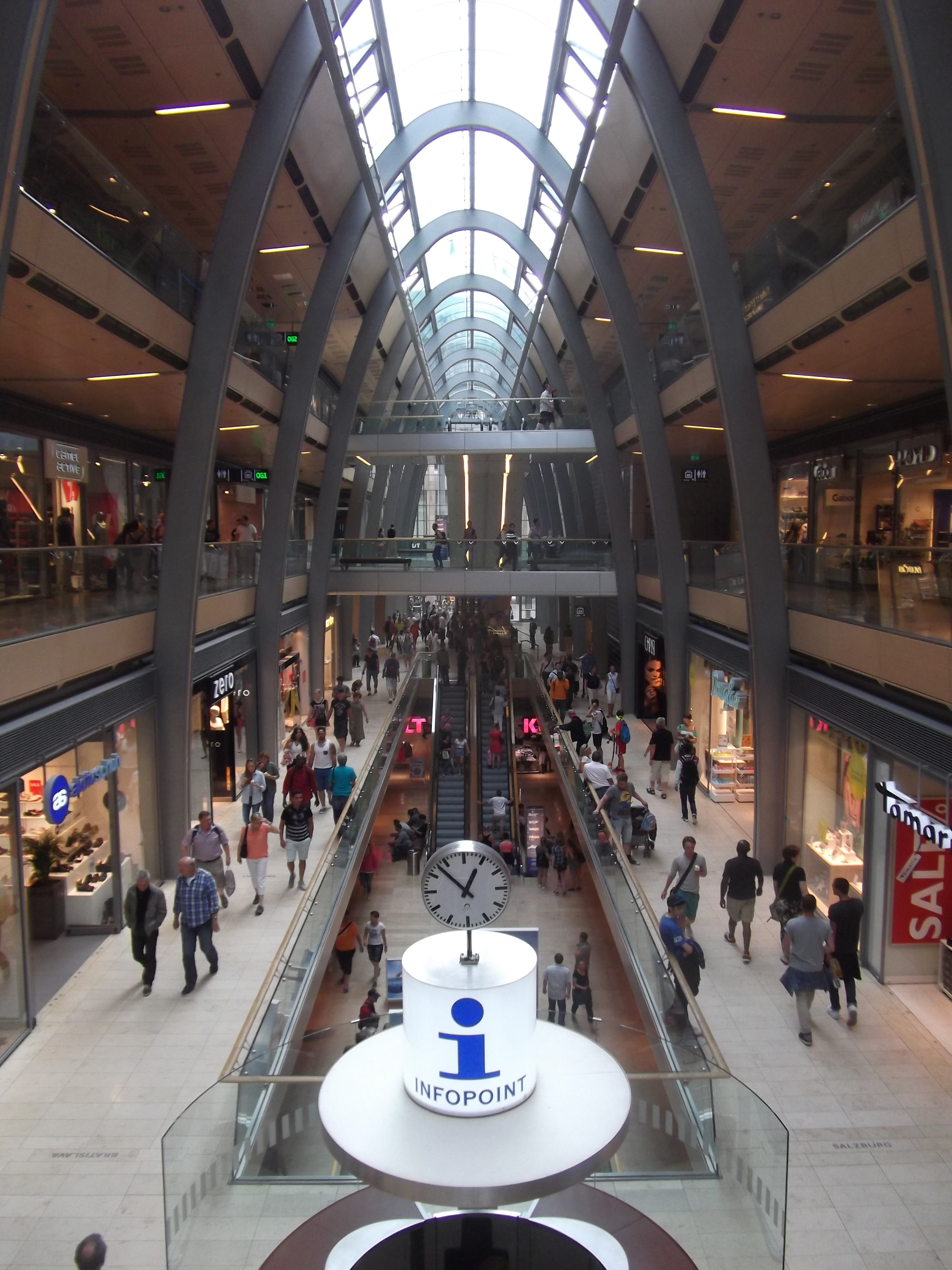
Europa Passage in Hamburg

De Europa Passage is een overdekt winkelcentrum in het centrum van Hamburg tussen de Jungfernstieg en de Mönckebergstraße. Het centrum werd geopend op 5 oktober 2006. Verdeeld over vijf verdiepingen met een lengte van 160 meter biedt het onderdak aan circa 120 winkels met een totale oppervlakte van 30.000m². Inclusief de kantoor- en parkeerverdiepingen zijn er 16 verdiepingen. Boven de winkelgalerij bevindt zich kantoorruimte. In de bouw werd zo'n 430 miljoen euro geïnvesteerd.

## Architectuur en constructie
De Europa Passage is ontworpen door Hadi Teherani van het Hamburgse achitectenbureau Bothe Richter Teherani. De westgevel richting de Jungfernstieg bestaat uit eenvoudige natuursteen en moet opgaan de  in de omliggende oude architectuur. Over een lengte van 160 meter zijn om de 8,1 meter 21 bogen opgesteld, die dienen als ondersteuning voor de bovenverdiepingen. Om er bij de bouw voor te zorgen dat de omliggende bebouwing niet in gevaar kwam, werd de 6 verdiepingen tellende ondergrondse parkeergarage gebouwd volgens de wanden-dakmethode. Dit houdt in dat eerst de buitenmuren van de kelder de grond in worden geheid. Vervolgens wordt de begane grond rondom in beton gestort, waarbij in het midden een gat ontstaat. Als het beton droog is, wordt het ondergravcn en wordt de volgende plaat gestort. Voor de Europapassage werden verschillende monumentale panden gesloopt, waaronder het historische Europahaus en het historisch waardevolle hoekgebouw op de hoek van de Paulstrasse en de Hermannstrasse, ontworpen door de architect van het stadhuis van Hamburg, Martin Haller.
Vanwege de helling van het terrein gaat men vanuit de richting Ballindamm een niveau omhoog als u de Europa Passage bij de Mönckebergstraße wilt verlaten. Speciaal voor het winkelcentrum werden uitgestrekte tunnelgebieden onder de Ballindamm voor het S-Bahn- en U-Bahn-station Jungfernstieg volledig herbouwd. Hierdoor werd het mogelijk om direct van het station naar de onderste van de vijf verkoopniveaus te gaan. Aan de kant van de Mönckebergstrasse kunt u rechtstreeks naar het warenhuis Galeria (voorheen een Karstadt-filiaal) en een ingang van het metrostation Rathaus . Deze ingang is voorzien van een glazen dak, dat zich ter hoogte van de bovenste verdieping bevindt.
Op de bovenverdieping (O2) bevindt zich het sterrenrestaurant "Se7en Oceans" onder leiding van Stefan Beiter.
Bijzonder is het filiaal van het drogisterijbedrijf Budnikowsky; een deel van het filiaal bevindt zich op het toegangsniveau Ballindamm en loopt door, via een trap, naar een aangrenzend gebouw aan de Bergstraße, waar de oorspronkelijke winkel was gevestigd en is er nu naadloos op aangesloten. 
Met de aanleg van de Europa Passage is de oorspronkelijke Paulstrasse uit het stadsbeeld verdwenen en zijn ook de meeste aangrenzende gebouwen gesloopt. Niettemin wordt de straatnaam vermeld op officiële kaarten, net zoals sommige deuren in de Europa Passage die naar de kantoorverdiepingen leiden, het adres "Paulstraße" dragen. Evenzo werd de Hermannstraße verdeeld en is deze niet meer doorlopend. Voetgangers kunnen het winkelcentrum haaks doorsteken.
Over de aanleg van de Europa Passage werd in Hamburg fel gedebatteerd, aangezien de stedenbouwkundige structuur in dit deel van het stadscentrum hier ingrijpend door zou veranderen en waardevolle gebouwen verloren gingen, waaronder het indrukwekkende kantoorgebouw Europahaus van architect George Radel, die in 2003 werd gesloopt.

Het complex werd gebouwd in opdracht van Alida Grundstücksgesellschaft mbH & Co. KG, een consortium van Allianz Lebensversicherungs-AG, de Hamburgische Landesbank en Allianz Immobilien GmbH . De bouwkosten bedroegen zo'n € 432 miljoen.

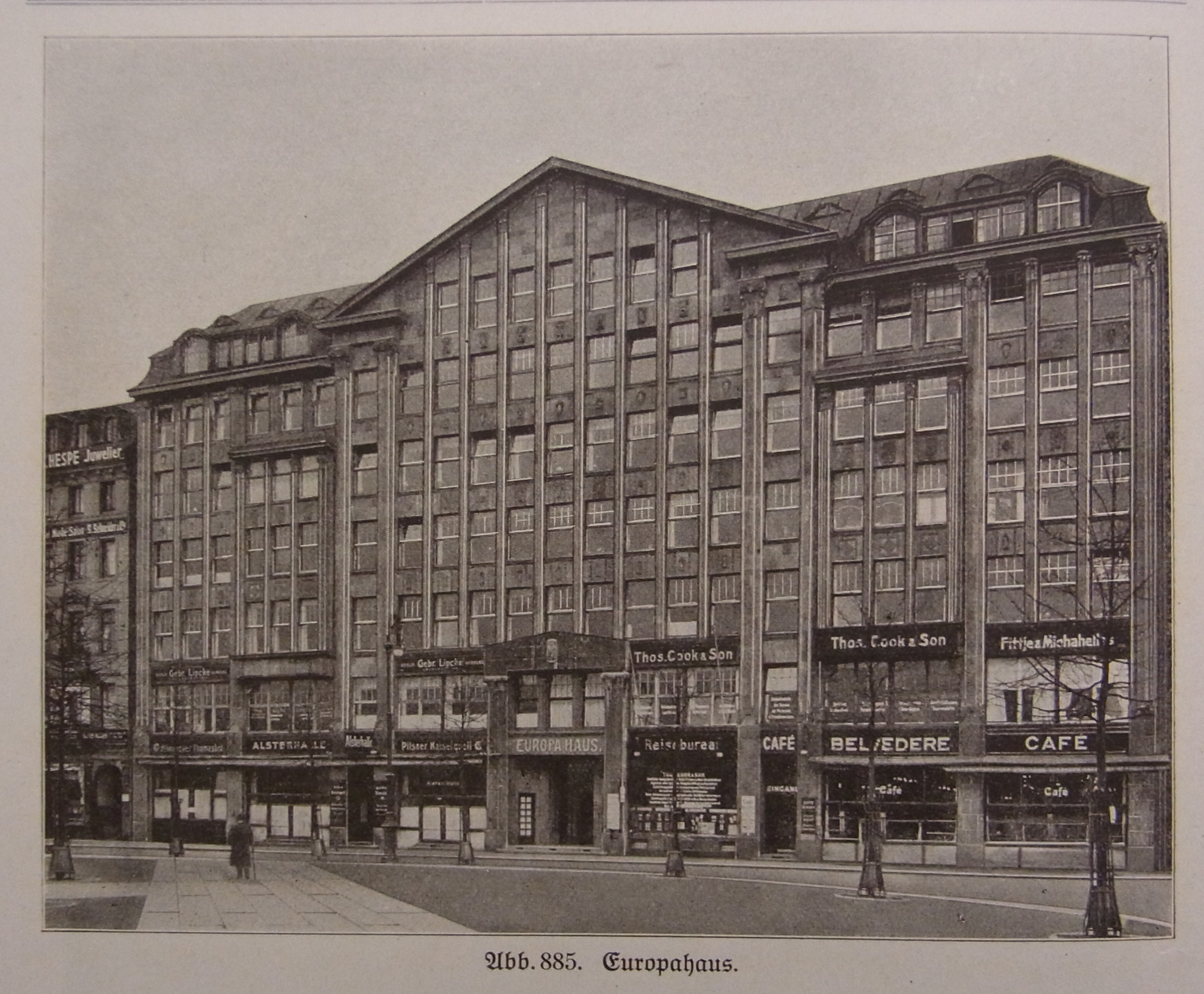
Het oude Europahaus (1914)
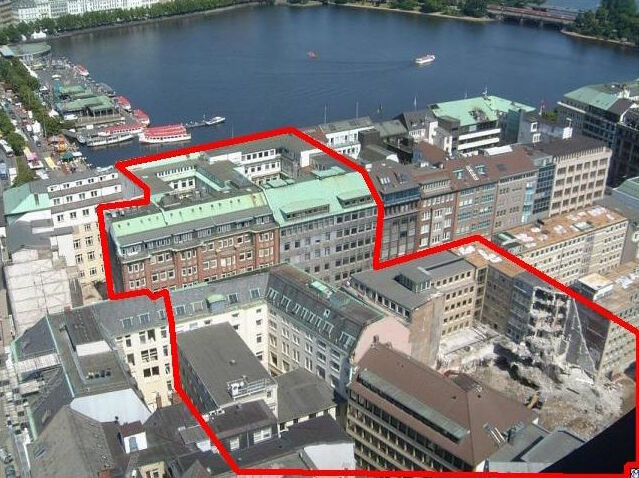
De getroffen kavels
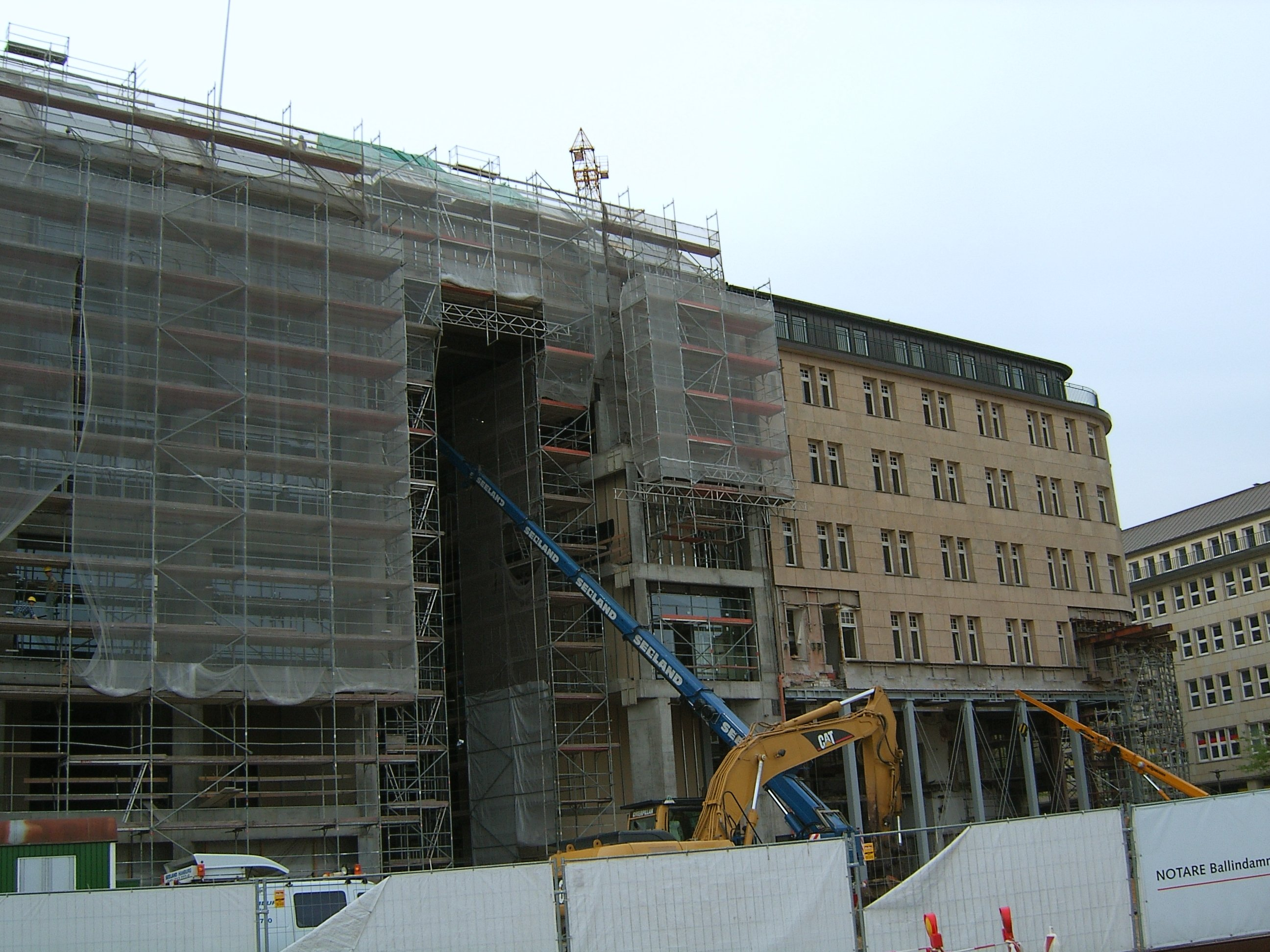
De bouwplaats van het nieuwe winkelcentrum
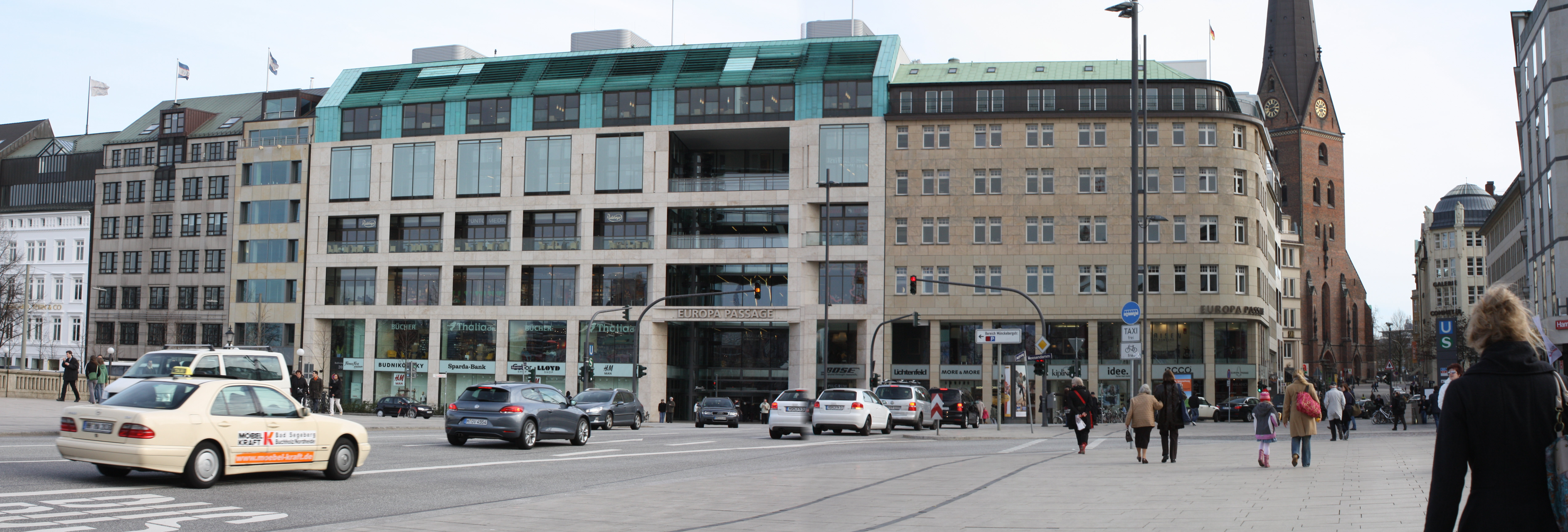
Het nieuwe panorama op Ballindamm